# Apurímac (álbum)
Apurimac es un álbum de música New Age del grupo alemán Cusco, lanzado en 1985. La canción Inca Dance es usada para el cierre del programa estadounidense Coast to Coast AM.

## Pistas
1. Apurimac – 3:43
2. Flute Battle – 2:35
3. Tupac Amaru – 3:03
4. Flying Condor – 5:02
5. Inca Dance – 2:43
6. Pastorale – 2:22
7. Amazonas – 3:47
8. Inca Bridges – 3:21
9. Andes – 3:51
10. Atahualpa - The Last Inca – 3:51
11. Fighting Inca – 3:22
12. Apurimac II – 1:29

- Datos: Q4782316